# Myrtle Creek
Myrtle Creek est une ville du comté de Douglas dans l'Oregon aux États-Unis. Lors du recensement de 2021, elle comptait 3 501 habitants.

## Culture locale et patrimoine

### Personnalités liées à la ville
- Jeff Merkley (1956-), sénateur américain, né à Myrtle Creek[3].